# Estrato granuloso

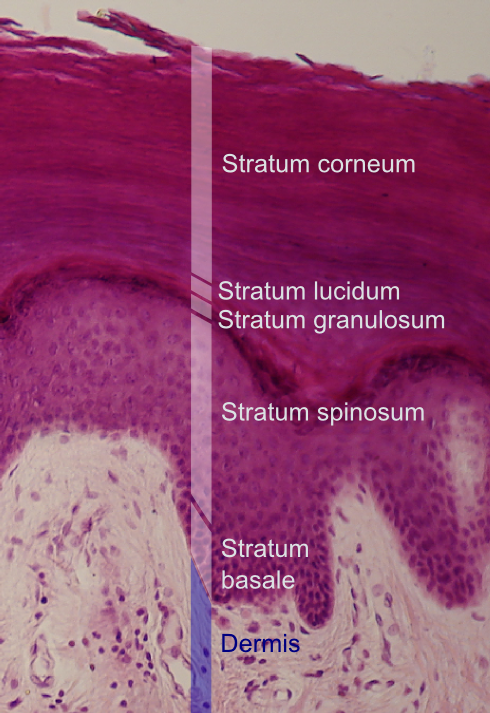
Imagen histológica que muestra una sección de epidermis. Estrato granuloso etiquetado cerca del centro.

El estrato granuloso o stratum granulosum (o capa granular) es una capa delgada de células en la epidermis que se encuentra sobre el estrato espinoso y debajo del estrato córneo (estrato lúcido en las plantas de los pies y las palmas de las manos).

## Características
La epidermis se divide para su estudio, en capas o estratos:
- Estrato córneo (Stratum corneum) es el más externo (superficial)
- Estrato lúcido (Stratum lucidum)

- Estrato granuloso (Stratum granulosum)

- Estrato espinoso (Stratum spinosum)
- Estrato basal (Stratum basale)

Los queratinocitos que migran desde el estrato espinoso subyacente se conocen como células granulares en esta capa. Estas células contienen gránulos de queratohialina, que están llenos de proteínas ricas en histidina y cisteína que parecen unir los filamentos de queratina. Por lo tanto, la función principal de los gránulos de queratohialina es unir los filamentos intermedios de queratina.
En la transición entre esta capa y el suprayacente estrato córneo, las células secretan cuerpos laminares (que contienen lípidos y proteínas) al espacio extracelular. Esto da como resultado la formación de la envoltura lipídica hidrofóbica responsable de las propiedades de barrera de la piel. Al mismo tiempo, las células pierden su núcleo celular y sus orgánulos.

## Imágenes Adicionales

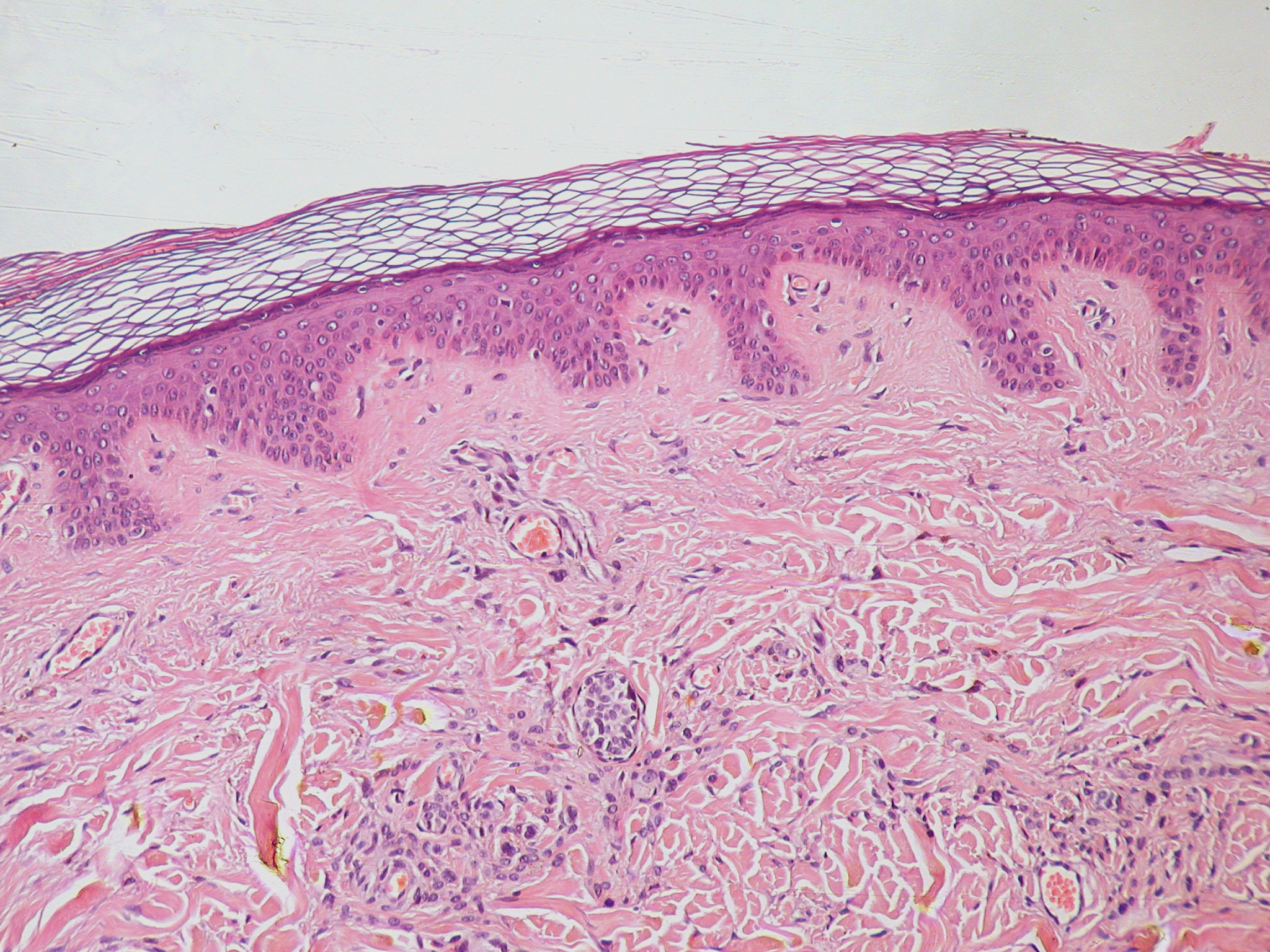
Epidermis y dermis de la piel humana
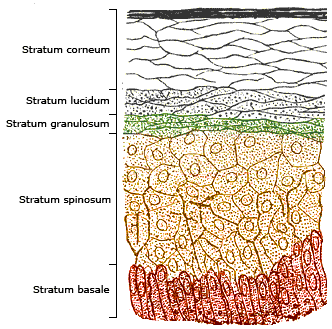
Sección de epidermis